# Buk (gmina)
Buk – gmina miejsko-wiejska w województwie wielkopolskim, w powiecie poznańskim z siedzibą w Buku. W latach 1975–1998 gmina położona była w województwie poznańskim.
Według danych z 1 stycznia 2020 roku gmina liczyła 12 610 mieszkańców; zamieszkiwało ją 3,4% ludności powiatu poznańskiego.
Według danych z 31 grudnia 2022 roku gmina liczyła 12 812 mieszkańców.

## Położenie
Według danych z 1 stycznia 2020 roku powierzchnia gminy Buk wynosiła 90,58 km².
Gmina położona jest w zachodniej części powiatu poznańskiego na Pojezierzu Poznańskim. Najniżej położony punkt na terenie gminy leży w obrębie wsi Dakowy Suche (75 m n.p.m.), a najwyższy występuje w rejonie Józefowa (107 m n.p.m.). Pozostały obszar ukształtowania terenu jest jednolity na poziomie 82–88 m n.p.m.

## Samorząd
Od 2018 roku burmistrzem gminy Buk jest Paweł Adam (Komitet Wyborczy Wyborców Pawła Adama; 2018).

## Środowisko naturalne

### Lasy
W 2019 roku powierzchnia lasów na terenie gminy wynosiła 329 ha, co stanowi lesistość na poziomie 3,6%.

### Wody
W granicach gminy Buk znajdują się fragmenty zlewni rzeki Mogilnicy Wschodniej wraz z Trupiną przepływającą przez miasto Buk oraz zlewni Samicy Stęszewskiej. Na wschodnim skraju gminy leży Jezioro Niepruszewskie.

## Zabytki i miejsca historyczne
| Miejscowość | Nazwa                                   | Wybudowany        | Zdjęcie | Wpis do rejestru zabytków |
| ----------- | --------------------------------------- | ----------------- | ------- | ------------------------- |
| Buk         | Kościół pw. Świętego Krzyża             | XVIII w.          |         | 2501/A z 30.10.1953       |
| Buk         | Kościół pw. św. Stanisława Biskupa      | 1838–1846         |         | 2482/A z 9.03.1931        |
| Buk         | Synagoga (ul. Mury 2)                   | 2 poł. XIX w.     |         | 2146/A z 1.02.1988        |
| Buk         | Budynek dawnego sądu (pl. Reszki 5)     | pocz. XIX w.      |         | 926/A z 24.02.1970        |
| Buk         | Budynek dawnego szpitala Świętego Ducha | 1600, poł. XIX w. |         | 305/A z 17.10.1968        |
| Buk         | Dawny pałac biskupi (Rynek 1)           | 1 poł. XIX w.     |         | 927/A z 24.02.1970        |
| Buk         | Ratusz                                  | 1897              |         | brak                      |
| Cieśle      | Dwór                                    | 1930–1934         |         | 2059/A z 23.01.1986       |
| Niepruszewo | Kościoł pw. św. Wawrzyńca               | 1580              |         | 2387/A z 10.03.1931       |
| Niepruszewo | Pałac, park                             | 2 poł. XIX w.     |         | 1414/A z 1.03.1973        |
| Wielka Wieś | Park dworski                            | 2 poł. XIX w.     |         | 1801/A z 18.08.1980       |
| Wysoczka    | Park                                    | 2 poł. XIX w.     |         | 1802/A z 18.08.1980       |

## Demografia

### Ludność
| Liczba mieszkańców gminy Buk według danych GUS | Liczba mieszkańców gminy Buk według danych GUS | Liczba mieszkańców gminy Buk według danych GUS | Liczba mieszkańców gminy Buk według danych GUS | Liczba mieszkańców gminy Buk według danych GUS |
| Rok (stan na 1 stycznia)                       | Liczba ludności                                | Przyrost                                       | Gęst. zaludnienia [os./km²]                    | Powierzchnia [km²]                             |
| ---------------------------------------------- | ---------------------------------------------- | ---------------------------------------------- | ---------------------------------------------- | ---------------------------------------------- |
| 2019                                           | 12 562                                         | ×                                              | 139                                            | 90,58                                          |
| 2020                                           | 12 610                                         | 48                                             | 139                                            | 90,58                                          |

| Wskaźnik maskulinizacji (stan na 1 stycznia 2020) | Wskaźnik maskulinizacji (stan na 1 stycznia 2020) | Wskaźnik maskulinizacji (stan na 1 stycznia 2020) | Wskaźnik maskulinizacji (stan na 1 stycznia 2020) | Wskaźnik maskulinizacji (stan na 1 stycznia 2020) |
| Opis                                              | Ogółem                                            | Ogółem                                            | Kobiety                                           | Mężczyźni                                         |
| ------------------------------------------------- | ------------------------------------------------- | ------------------------------------------------- | ------------------------------------------------- | ------------------------------------------------- |
| populacja                                         | 12 610                                            | 100%                                              | 51,4%                                             | 48,6%                                             |

### Największe wsie w gminie Buk
| Wieś | Wieś        | Ludność (2011) |
| ---- | ----------- | -------------- |
| 1.   | Niepruszewo | 1387           |
| 2.   | Dobieżyn    | 1221           |
| 3.   | Wielka Wieś | 997            |
| 4.   | Szewce      | 722            |
| 5.   | Otusz       | 452            |

## Miejscowości

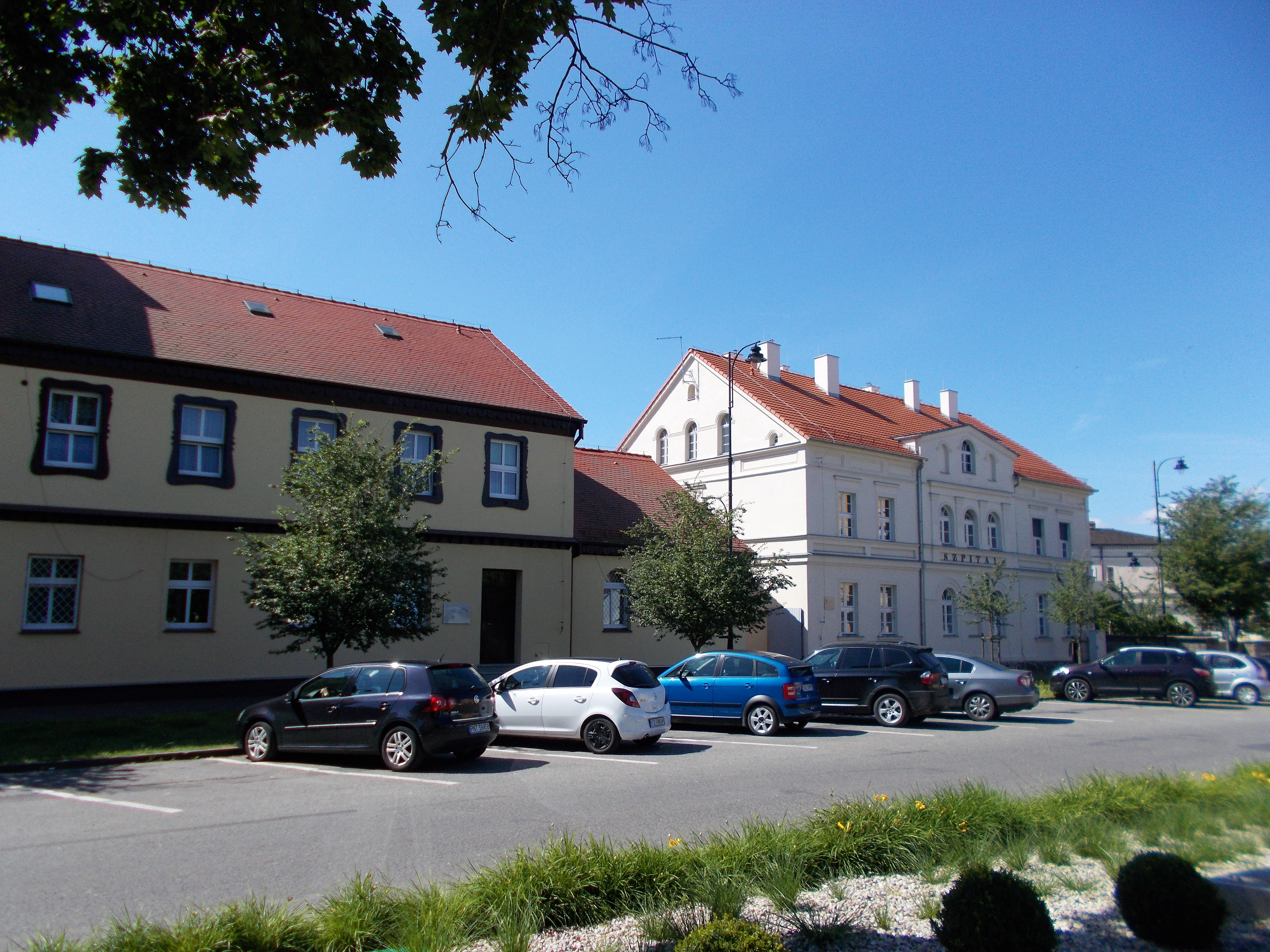
Buk – Plac Reszki

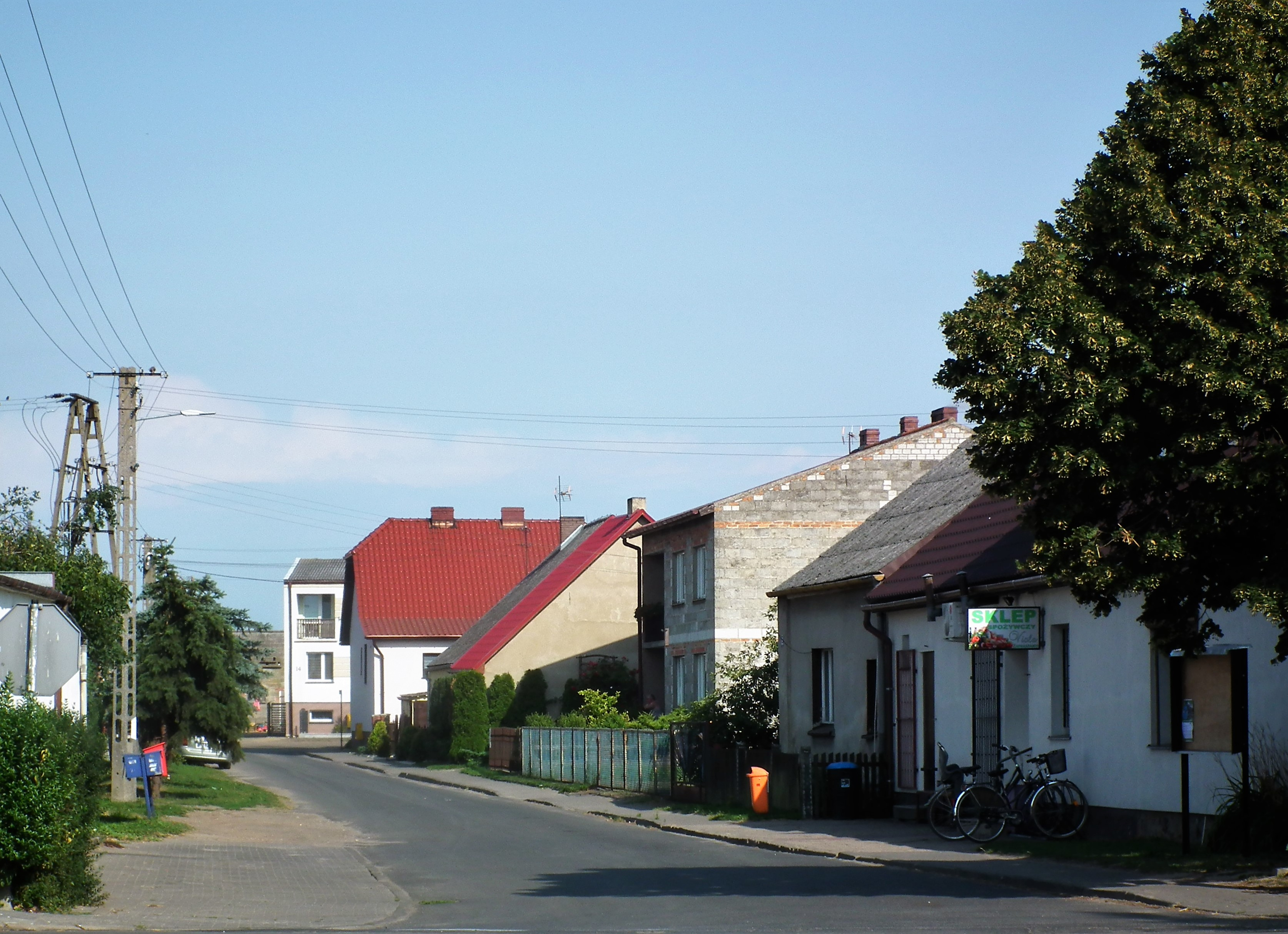
Dakowy Suche

Miejscowości według TERYT:
| - Buk | - Cieśle - Dakowy Suche - Dobieżyn - Dobra - Kalwy - Niepruszewo - Otusz - Pawłówko - Szewce - Sznyfin - Wielka Wieś - Wiktorowo - Wygoda - Wysoczka - Żegowo | - Józefowo - Michalin - Zgoda |

## Transport

### Transport drogowy
Drogi przechodzące przez gminę Buk:

#### Autotrastada
- A2 odcinek Nowy Tomyśl – Poznań Komorniki

#### Drogi wojewódzkie
- 306 Dymaczewo Nowe – Stęszew – Buk – Lipnica
- 307 Bukowiec – Buk – Poznań

### Transport kolejowy
Przez gminę Buk przebiega międzynarodowa linia kolejowa E20 odcinek: 3 Warszawa Zachodnia – Kunowice

## Gminy partnerskie
Współpraca międzynarodowa:
- Holandia: Sint-Michielsgestel (1990)
- Niemcy: Hambühren (1996)
- Francja: Tourville-sur-Odon (2007)
- Francja: Verson (2007)

## Sąsiednie gminy
| Gmina            | Powiat      | Województwo   |
| ---------------- | ----------- | ------------- |
| Dopiewo          | poznański   | wielkopolskie |
| Duszniki         | szamotulski | wielkopolskie |
| Granowo          | grodziski   | wielkopolskie |
| Opalenica        | nowotomyski | wielkopolskie |
| Stęszew          | poznański   | wielkopolskie |
| Tarnowo Podgórne | poznański   | wielkopolskie |